# Fuyang (Hangzhou)

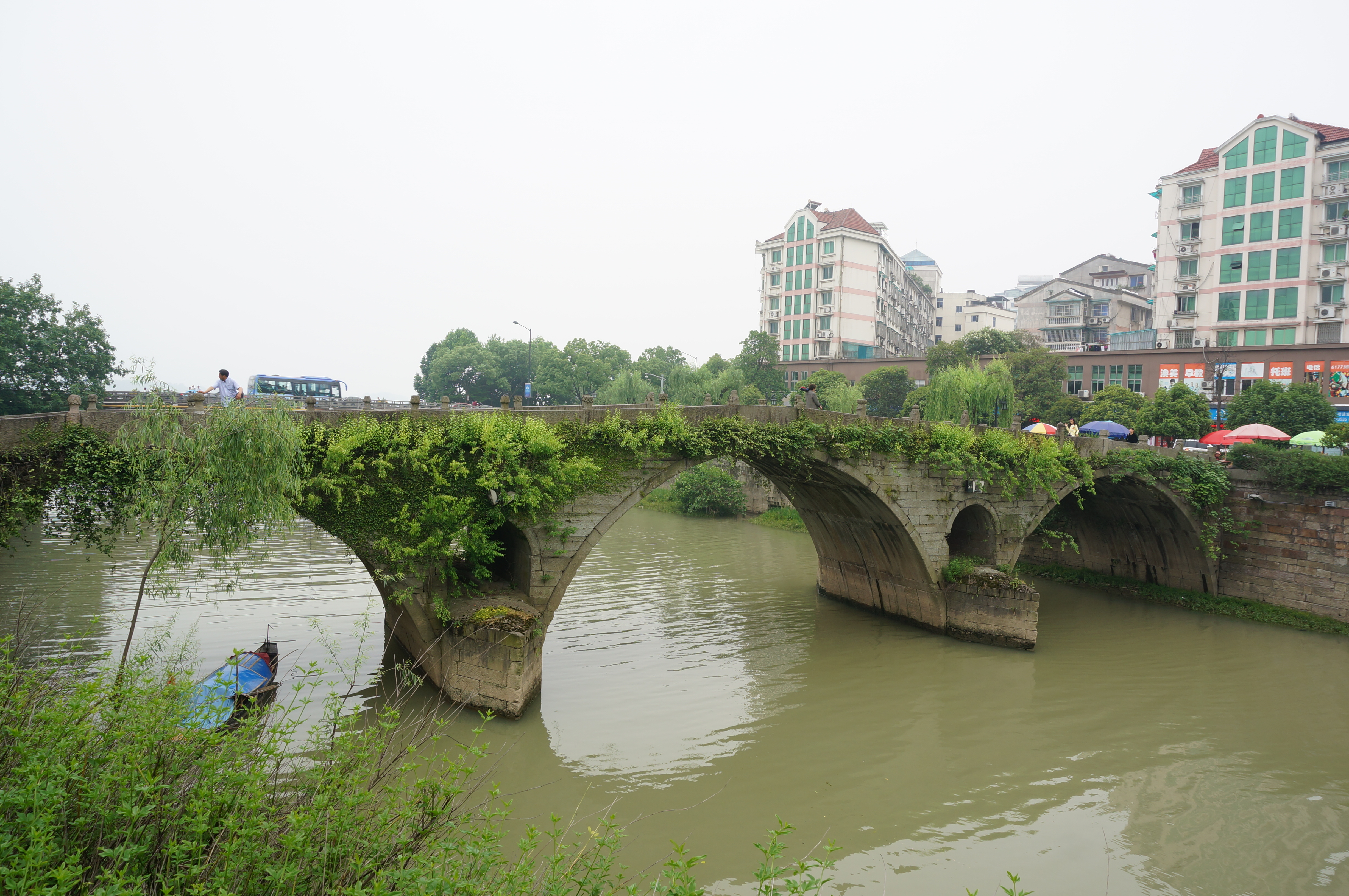
Brücke in Fuyang (2015)

Fuyang (chinesisch 富阳区, Pinyin Fùyáng Qū) ist ein Stadtbezirk der Unterprovinzstadt Hangzhou, der Hauptstadt der Provinz Zhejiang in der Volksrepublik China. Er hat eine Fläche von 1.821 km² und zählt 832.017 Einwohner (Stand: Zensus 2020).

## Administrative Gliederung
Auf Gemeindeebene setzt sich Fuyang aus vier Straßenvierteln, fünfzehn Großgemeinden und sechs Gemeinden zusammen.